# Sylvilagus holzneri robustus
Sylvilagus holzneri robustus is een zoogdier uit de familie van de hazen en konijnen (Leporidae). De wetenschappelijke naam van de soort werd voor het eerst geldig gepubliceerd door Bailey in 1905.